# The Sound Express
The Sound Express var en svensk duogrupp från Vänersborg.
Duon, som bestod av Tillbjörn Persson (keyboards och gitarr) och Ingemar Landén (trummor och munspel), uppvisade tydliga influenser från Hansson & Karlsson. Deras självbetitlade album The Sound Express (ALP 148) utgavs 1969 på det av dansbandet Cool Candys drivna skivbolaget Anette, vilket för övrigt även gav ut bandet Blåkulla. Persson övergick senare till dansbandsgenren och har varit medlem i Cool Candys och Säwes.